# الیکیکسالی
الیکیخالی (به لاتین: Alıkeyxalı) یک منطقهٔ مسکونی در جمهوری آرتساخ است که در استان هادروت واقع شده‌است.